# Kanton Montauban-3
Kanton Montauban-3 (francouzsky Canton de Montauban-3) je francouzský kanton v departementu Tarn-et-Garonne v regionu Midi-Pyrénées. Tvoří ho dvě obce.

## Obce kantonu
- Léojac
- Montauban